# Richard Pynson

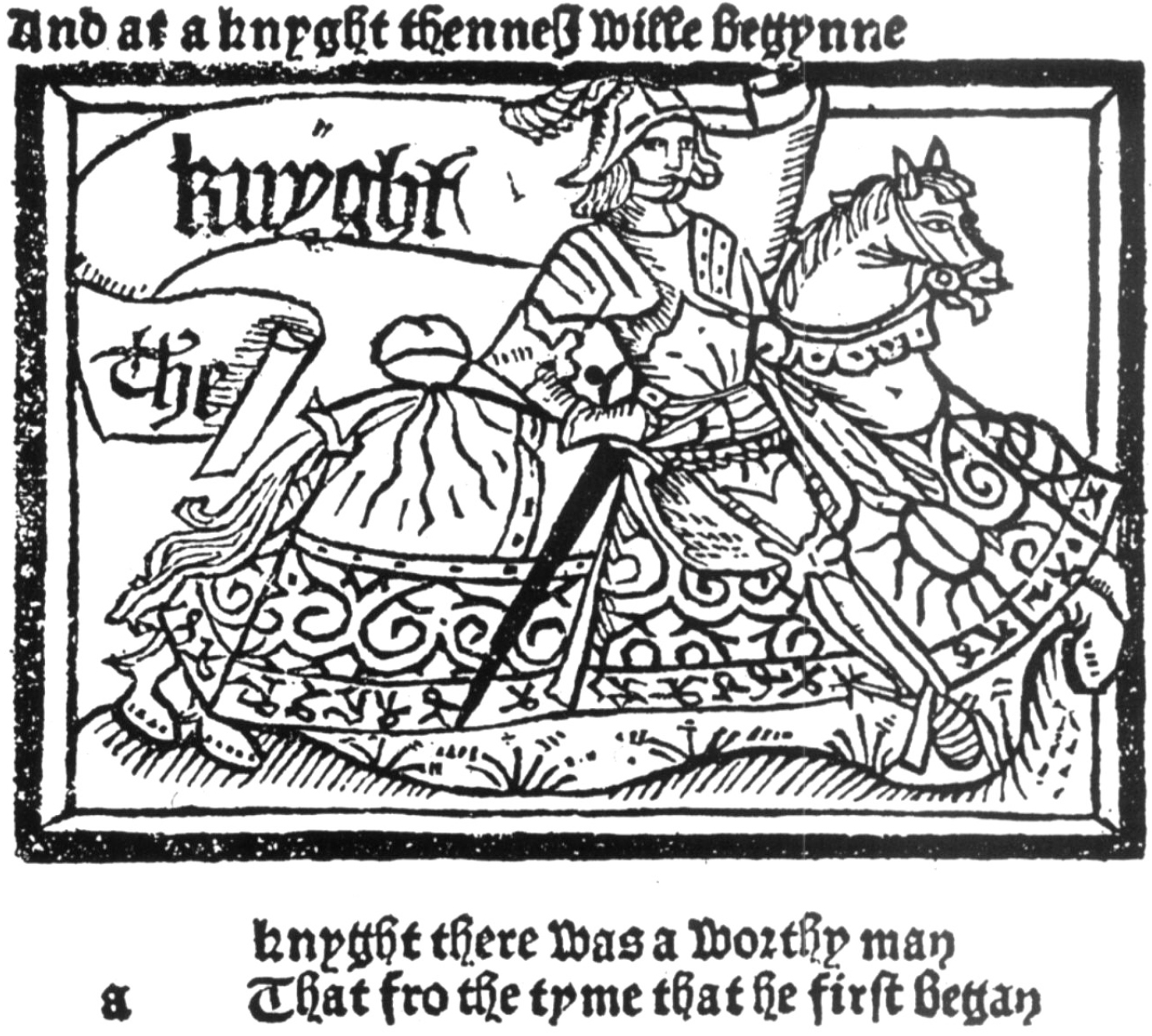
Houtsnede uit de General Prologue van The Canterbury Tales van Geoffrey Chaucer in een editie gedrukt door Richard Pynson in Londen in 1492.

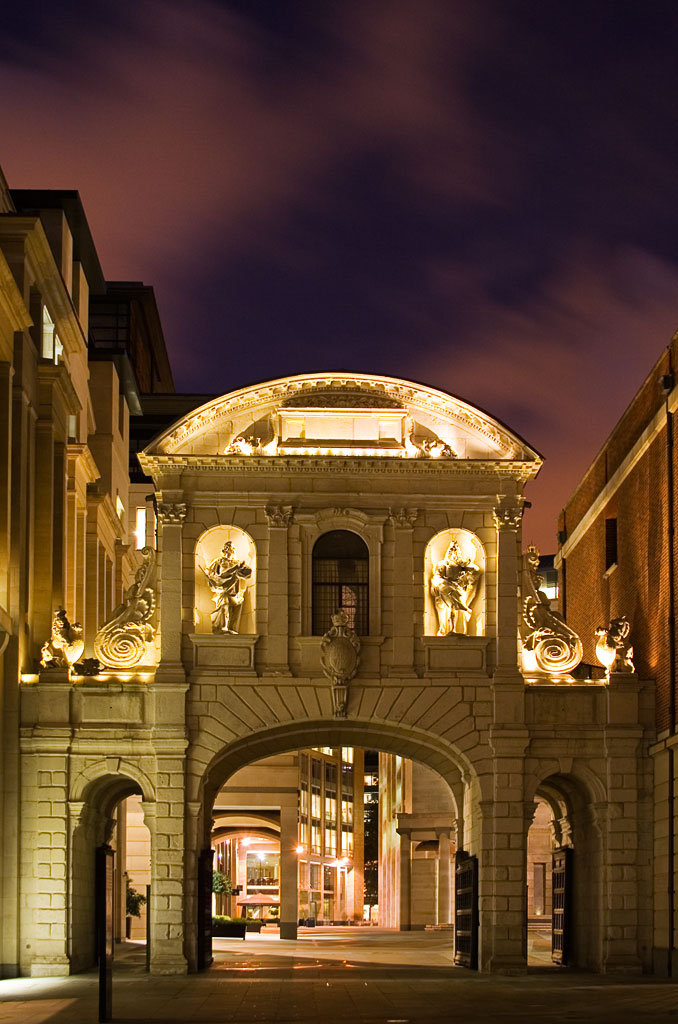
Temple Bar, een van de oorspronkelijke toegangen tot Londen, onlangs gerestaureerd en opgericht aan de noordzijde van St Paul's Cathedral, leidend naar Paternoster Square

Richard Pynson (Normandië, 1448 - 1529) was een van de eerste drukkers van Engelse boeken. De meer dan 500 boeken die hij drukte waren van invloed op de standaardisatie van de Engelse taal.

## Leven en carrière
Pynson werd in 1448 in Normandië geboren en kan handschoenen- en/of tassenmaker geweest zijn, voordat hij drukker werd. Het is mogelijk dat hij de Richard Pynson was, die in 1464 als student was ingeschreven in Parijs. Pynson wordt ook vermeld als boekbinder, hoewel hij zijn boeken waarschijnlijk niet zelf inbond.
Pynson begon zijn carrière als drukker niet later dan in 1492, het jaar waarin hij zijn eerste gedateerde boek drukte: Doctrinale van Alexander Grammaticus. Hij had zijn vak waarschijnlijk geleerd van Guillaume le Talleur, een drukker uit Rouen, die hij in de vroege jaren 1490 belastte met het drukken van ten minste twee boeken. Waarschijnlijk nam hij de panden van Willem de Machlinia na diens dood over en mogelijk nam Julian Notary op zijn beurt in 1501 de vrijgekomen plaats van Pynson in.
Tijdens de eerste jaren van zijn carrière werkte hij in St Clement Danes net buiten Temple Bar in Londen, maar hij verhuisde in 1501 binnen de muren van Temple Bar. Mogelijk deed hij dit als gevolg van xenofobe onlusten, of misschien gewoon om dichter bij de boekhandel te zijn, vermits de meeste toonaangevende boekhandelaars hun winkels in de buurt van St. Paul's Cathedral hadden.
In zakendoen was Pynson vrij conservatief. Hij nam geen grote risico's, maar in plaats daarvan richtte hij zich op gevestigde boekhandelaars. Hij schijnt zelf geen boeken ingevoerd te hebben, want zijn naam komt niet voor op de 'Custom rolls', documenten van de douane uit die tijd.
Hoewel literair patronage in de beginperiode van het drukken van grote betekenis was, bleek dat geen belangrijke factor te zijn voor zijn drukkerij. Net als de andere drukkers uit zijn tijd gebruikte hij houtsneden en initialen, maar vaak van een hogere kwaliteit dan die van zijn concurrenten. De initialen van het zogenaamde Morton Missal uit 1500 behoren tot de beste die ooit in het Engeland uit die tijd gebruikt zijn. Hij bezat bovendien een grote en gevarieerde voorraad aan lettertypes.
Pynson werd Koninklijke Drukker van Hendrik VII en vervolgens van Hendrik VIII in 1506, een ambt dat niet alleen groot aanzien genoot, maar ook een jaarlijks inkomen van twee pond waarborgde, later verhoogd tot vier pond. Vermits dit een prestigieuze, levenslange positie was, is het niet verwonderlijk dat hij in 1513 genaturaliseerd werd.

## Pynson enThe Canterbury Tales

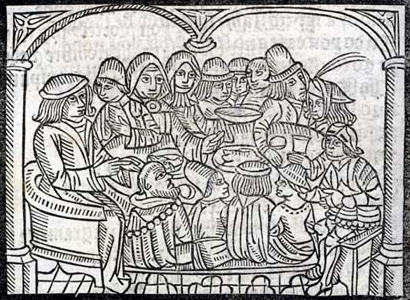
Het gezelschap pelgrims uit The Canterbury Tales van Geoffrey Chaucer, uitgave van Richard Pynson, 1492, Londen

Een van Pynsons eerste uitgaven in 1492 was The Canterbury Tales en dat maakte hem op slag beroemd. In zijn inleiding verwees Pynson naar Caxton als 'zijn achtbare meester', en verklaarde hij verder dat hij Caxton dank verschuldigd was voor zijn tweede editie van The Canterbury Tales, waarop hijzelf zijn eigen uitgave gebaseerd had. Het boek was een fraai folio volume van 324 bladen, gedrukt in twee lettertypen, een grote Gotische drukletter voor de versregels en een smaller lettertype voor het proza. Dit werk werd verlevendigd met houtsneden die de verschillende pelgrims afbeelden. De houtsneden van Pynson werden uitgevoerd met een grotere perfectie en waren meer gedetailleerd dan die van Caxton. Ze zijn zeer bekoorlijk in hun eenvoud. Toch trachten ze niet altijd de beschrijving te volgen die Chaucer van de personages gaf.
Het feit dat Pynson zich de moeite en kosten getroostte om een nieuw stel houtsneden te maken voor The Canterbury Tales, is een aanwijzing voor het vertrouwen dat hij had in de vraag naar deze editie. Pynson liet in totaal 21 houtsneden maken, maar hij gebruikte ze 47 keer in de tekst. Dezelfde houtsnede kon worden gebruikt voor dezelfde pelgrim in zowel de General Prologue als bij het begin van hun eigen verhaal. Toch werd soms eenzelfde houtsnede gebruikt voor meer dan een personage. Dat kan wijzen op de hoge kosten die het laten vervaardigen van de houtsneden met zich meebracht.
Twee kopieën van deze editie van The Canterbury Tales bevonden zich in de collectie van William Hunter. Hij kocht ze in 1776 van John Ratcliffe, een bekende achttiende-eeuwse boekenverzamelaar.
In 1526 bracht Pynson een tweede editie van The Canterbury Tales uit, samen met Troilus en Crisyde en The House of Fame. Ook hierin volgde Pynson nauwkeurig de tekst van Caxton, maar hij regulariseerde consistent de spelling, waarbij hij bijvoorbeeld 'hem' in 'them' veranderde en 'thise' in 'those'. Hij hergebruikte de houtsneden uit de eerste editie.

## Andere gedrukte werken
De productie van de drukkerij van Pynson was gevarieerd maar beperkt in omvang. Hij werd erkend als een expert in het drukken van wetteksten (bv. koninklijke statuten) en hij drukte ook veel boeken van religieuze aard, zoals getijdenboeken of missalen. Hij was een van de eerste Engelse drukkers van klassieke teksten - een aantal toneelstukken van de Romeinse dichter Terence - en de eerste uitgever van het beroemde Wayes to Jerusalem van Sir John Mandeville, een boek dat beschouwd wordt als een voorloper van sciencefiction. Andere eerste drukken van Pynson omvatten populaire romances zoals Sir Tryamour en een vertaling van de Duitse Narrenschiff door Sebastian Brant.
Het historisch belangrijkste boek dat hij ooit drukte was Assertio septem sacramentorum adversus Martinum Lutherum uit 1521. Dit gebeurde in opdracht van Hendrik VIII, die daarmee de titel van "fidei defensor" (verdediger van het geloof) in de wacht sleepte.
Vreemd genoeg heeft noch hij, noch een andere Engelse drukker uit zijn tijd, ooit reisverslagen van Christopher Columbus, Amerigo Vespucci of andere beroemde ontdekkingsreizigers gedrukt, hoewel er op dat moment vele versies van die verhalen in verschillende Europese talen verschenen.

## Nalatenschap
Toen Pynson in 1529 op de leeftijd van 80 of 81 jaar overleed, had hij meer dan 500 boeken gedrukt, waarvan 75% na 1500, die daardoor niet meetellen als wiegendruk. In de middeleeuwen was het gebruikelijk dat een zoon de positie van zijn vader overnam na diens dood, maar vermits zijn zoon Richard voor hem stierf, werd de drukkerij van Pynson niet als familiebedrijf voortgezet. Het is mogelijk dat Pynson zijn zaak verkocht aan Robert Redman, zijn opvolger als Koninklijke Drukker. Uit zijn testament blijkt dat hij redelijk welstellend was, hoewel niet zo rijk als Wynkyn de Worde, Caxtons medewerker en opvolger. Hij moet zelf ook medewerkers gehad hebben, maar slechts twee van hen worden in zijn testament vernoemd: John Snowe en Richard Withers.
Pynson was niet zo productief als bijvoorbeeld Wynkyn de Worde, maar hij leverde kwalitatief hoogwaardige producten en hij had een gevoel voor stijl, dat hem onderscheidde van andere Engelse drukkers uit zijn tijd. Het is dus niet verwonderlijk dat hij het Morton Missal uit 1500 drukte, wat het mooiste boek uit die tijd genoemd wordt.
Pynson was dan misschien niet een man van letteren, zoals Caxton, maar hij slaagde er wel in de Engelse taal verder in de richting van standaardisatie te brengen.
Hoewel hij zelf niets nieuws heeft uitgevonden, was hij een zeer bekwame vakman, die zich toelegde op het verbeteren van de innovaties van anderen.